# Nagercoil
Nagercoil là một thành phố và khu đô thị của quận Kanniyakumari thuộc bang Tamil Nadu, Ấn Độ.

## Địa lý
Nagercoil có vị trí 8°10′B 77°26′Đ / 8,17°B 77,43°Đ Nó có độ cao trung bình là 13 mét (42 feet).

## Nhân khẩu
Theo điều tra dân số năm 2001 của Ấn Độ, Nagercoil có dân số 208.149 người. Phái nam chiếm 50% tổng số dân và phái nữ chiếm 50%. Nagercoil có tỷ lệ 85% biết đọc biết viết, cao hơn tỷ lệ trung bình toàn quốc là 59,5%: tỷ lệ cho phái nam là 87%, và tỷ lệ cho phái nữ là 83%. Tại Nagercoil, 9% dân số nhỏ hơn 6 tuổi.